# Ashleigh Southern

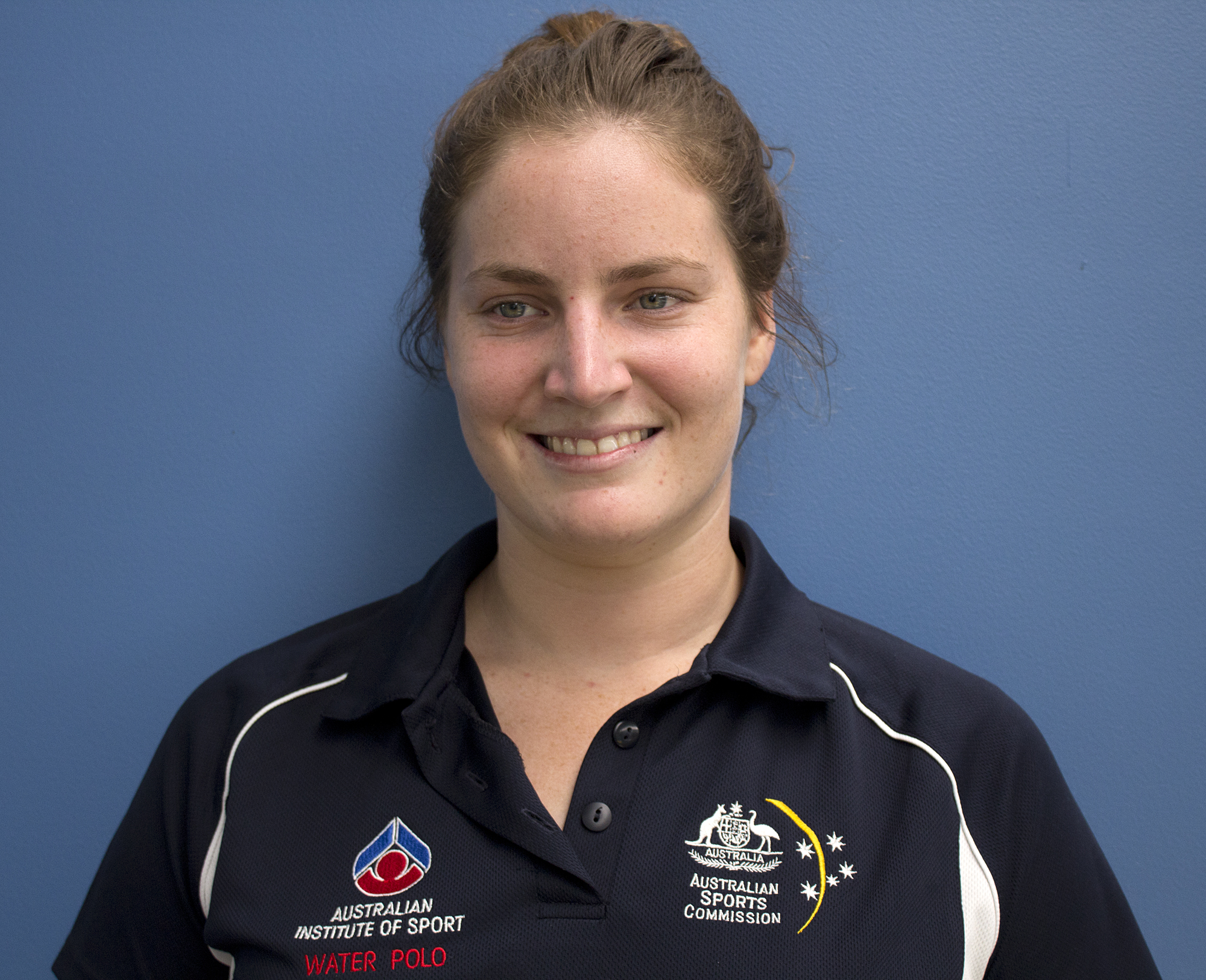
Ashleigh Southern (2012)

Ashleigh „Ash“ Southern (* 22. Oktober 1992 in Ingham, Queensland) ist eine ehemalige australische Wasserballspielerin. Sie war Olympiadritte 2012 und Weltmeisterschaftszweite 2013.

## Sportliche Karriere
Die 1,88 m große Ashleigh Southern spielte bei den Brisbane Barracudas, war aber auch einmal als Profi in Griechenland.
Ashleigh Southern gewann 2011 mit der australischen Mannschaft Dritte bei den Juniorenweltmeisterschaften. Im Jahr darauf nahm sie mit der Nationalmannschaft am olympischen Wasserballturnier in London teil. Die Australierinnen gewannen ihre Vorrundengruppe vor den Russinnen und den Italienerinnen. Im Viertelfinale besiegten sie die Chinesinnen im Penaltyschießen, das Spiel hatte nach der Verlängerung 16:16 gestanden. Nachdem die Australierinnen im Halbfinale nach Verlängerung 9:11 gegen das US-Team verloren hatten, mussten sie auch im Spiel um Bronze in die Nachspielzeit. Diesmal gewannen sie mit 13:11 gegen die Ungarinnen. Southern erzielte im Turnierverlauf zwölf Tore, davon vier im Halbfinale und zwei im Spiel um den dritten Platz.
Im Jahr darauf gewannen die Australierinnen bei der Weltmeisterschaft 2013 in Barcelona ihre Vorrundengruppe. Mit Siegen über Usbekistan, Griechenland und Russland erreichten die Australierinnen das Finale, in dem sie gegen die Spanierinnen mit 6:8 verloren. Ashleigh Southern warf 13 Tore im Turnier. Bei der Weltmeisterschaft 2015 erreichten die Australierinnen mit einem Sieg nach Penaltyschießen gegen die Chinesinnen das Halbfinale. Nach der 6:8-Niederlage gegen die Mannschaft der Vereinigten Staaten verloren die Australierinnen das Spiel um die Bronzemedaille im Penaltyschießen gegen die Italienerinnen. Im Jahr darauf unterlagen die Australierinnen bei den Olympischen Spielen 2016 im Viertelfinale den Ungarinnen im Penaltyschießen und belegten schließlich den sechsten Platz in der Gesamtwertung. Ashleigh Southern warf insgesamt zehn Tore und verwandelte auch ihren Penalty im Viertelfinale.
Ashleigh Southern bestritt insgesamt 168 Länderspiele für Australien.